# ویدرگلتینگن
ویدرگلتینگن (به آلمانی: Wiedergeltingen) یک شهر در آلمان است که در اونترالگوی واقع شده‌است. ویدرگلتینگن ۱٬۴۰۹ نفر جمعیت دارد.